# 荒川卓
荒川 卓（あらかわ たかし、1931年（昭和6年）4月20日 - ）は、日本の工学者。工学博士（北海道大学）。元室蘭工業大学学長。室蘭工業大学名誉教授。北海道勇払郡早来町（現安平町）出身。

## 来歴
1950年（昭和25年）道立岩見沢高等学校（現北海道岩見沢東高等学校）、1954年（昭和29年）北海道大学工学部建築工学科を卒業。 1960年（昭和35年）同大学大学院工学研究科博士課程を修了。 同大学工学部助手を経て、1963年（昭和38年）同大学工学部助教授。1967年（昭和42年）室蘭工業大学工学部教授。1980年（昭和55年）から1984年（昭和59年）まで同工業大学学生部長、1988年（昭和63年）から1991年（平成3年）まで同工業大学附属図書館長を併任。1991年（平成3年）室蘭工業大学9代学長に就任。 1997年（平成9年）同工業大学を退職、同大学名誉教授。同年、岩田建設㈱ 技術顧問（～2007年）。2005年（平成17年） ㈱日本ヘルスシステム研究所 代表取締役（～2013年）。

## 研究領域
建築構造・材料学｛研究成果のうち、鉄筋コンクリート（以下RCと略記）梁の剪断強度実験式は、現行のRC構造設計規準や耐震診断法における柱・梁部材の保有水平耐力算定式として準用されている｝。 

## 受賞歴
- 1987年（昭和62年）日本建築学会賞（論文賞）受賞。
- 1997年（平成9年）室蘭市公益功労賞受賞。
- 2003年（平成15年）日本コンクリート工学協会北海道支部功績賞受賞。
- 2007年（平成19年）瑞宝重光章受章。

## 主要論文
- 単著：鉄筋コンクリート梁のせん剪断抵抗に関する研究（実験結果の総括）、日本建築学会論文報告集第66号（1960年10月）。
- 単著：鉄筋コンクリート梁の許容剪断応力度と剪断補強について（実験結果の再検討）、コンクリートジャーナルVol.8,No.7(1972年7月)。